# Gustav Dresel

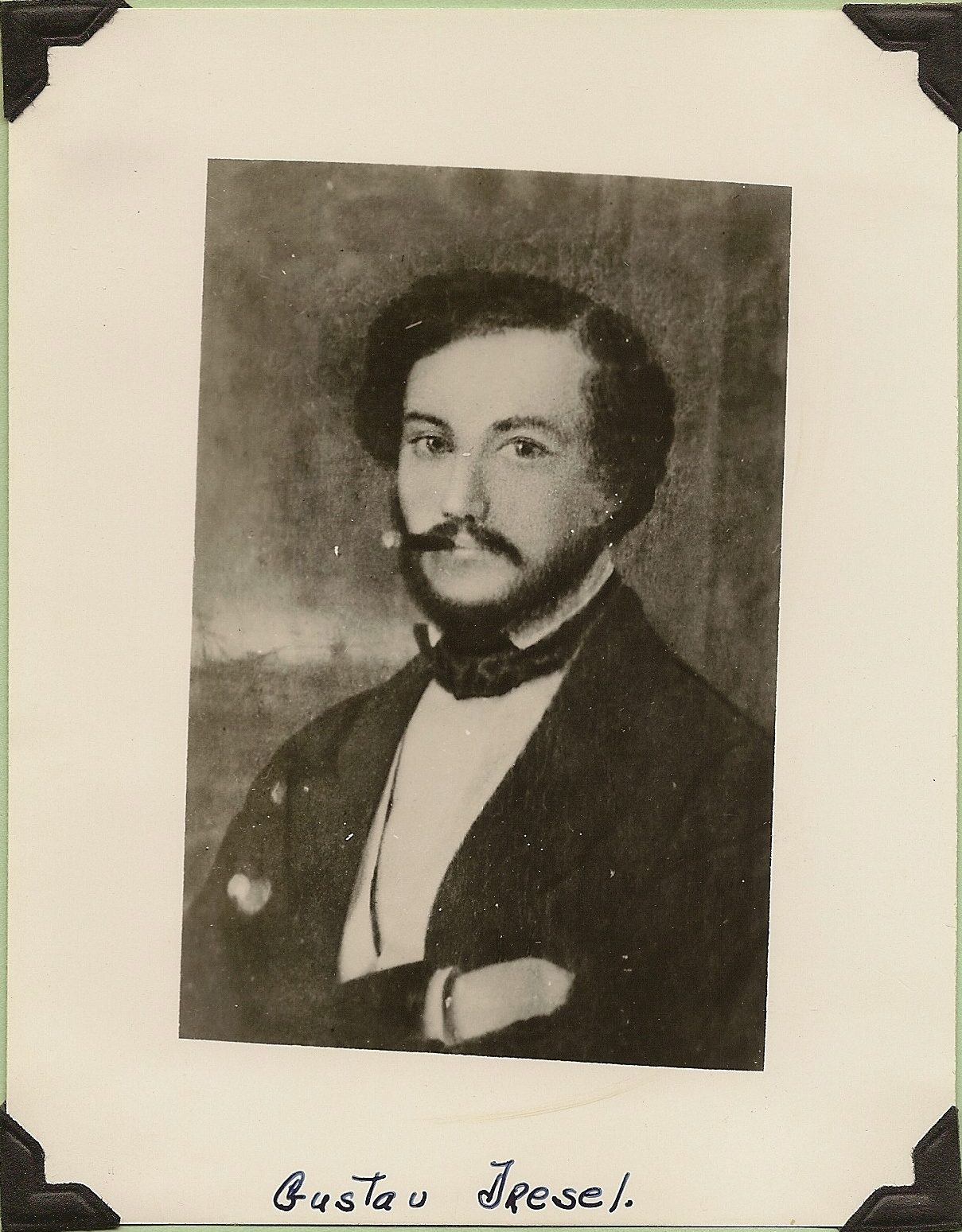
Gustav Dresel

Gustav Dresel (* 26. Januar 1818 in Geisenheim, Rheingau; † 14. September 1848 in Galveston, Texas, Vereinigte Staaten) war ein deutscher Schriftsteller, Kaufmann und erster deutscher Generalkonsul in Texas.

## Leben
Gustav Dresel war der Sohn des Weinbauern Johann Dietrich Dresel in Geisenheim und der Maria Morrien. Nach dem Besuch des Gymnasiums in Weilburg machte Dresel eine kaufmännische Lehre. Anschließend reiste er durch Europa.
Im Jahr 1837 kam er in die USA und arbeitete kurze Zeit im Osten, wollte aber im Westen eine Getreidemühle oder Schnapsbrennerei betreiben. Er zog deshalb nach Houston, wo er als Buchhalter und Verkäufer in einem größeren Laden tätig war. Später leitete er ein Lagerhaus am Buffalo Bayou, wo er mit lagerfähigen Waren, aber auch mit Getreide und Farmland handelte.
In den Jahren 1838 bis 1841 bereiste er Texas, hier überwiegend die Region um Houston, und hielt seine Erlebnisse in seinem später veröffentlichten Tagebuch fest. Er machte aber auch Abstecher nach Louisiana und Mississippi. Zur selben Zeit war er Teilhaber an einem Baumwoll-Exporthandel in New Orleans.
Im Jahr 1841 gründete Dresel mit Friedrich Ernst (1796–1848) und anderen deutschen Einwohnern von Industry und Catspring den „Teutonia-Orden“.
Im Jahr 1842 kehrte Dresel nach Deutschland zurück und half bis 1846 im elterlichen Weinanbau. Nach seiner Rückkehr nach Texas betätigte er sich in Galveston (Texas) als Generalagent des „Mainzer Adelsvereins“. Zu diesem Zweck wurde er am 5. Mai 1847 von Herzog Adolph von Nassau offiziell zum Generalkonsul in Texas bestellt.
In Ausübung dieser Aufgaben starb Dresel 1848 im Alter von 30 Jahren an Gelbfieber.
Sein Texanisches Tagebuch, in dem er seine persönlichen Erfahrungen und Reiseerlebnisse über Land und Leute in den Jahren 1837 bis 1841 niedergeschrieben hatte, wurde erst 1920 auf Deutsch im Jahrbuch der „Deutsch-Amerikanischen Historischen Gesellschaft von Illinois“ veröffentlicht und 1954 ins Englische übersetzt. Hierin beschreibt Dresel seine persönliche Auffassung zum Thema deutscher Einwanderung nach Texas (Übersetzung: Max Freund): „It is, therefore, a fine and noble task to guide the sixty to seventy thousand people who leave Germany every year, to concentrate them as much as possible, to preserve thereby the German element, and to make up for the loss of working capacity and capital by suitable connections with the mother country.“
Dresel soll außerdem seinen Zeitgenossen August Heinrich Hoffmann von Fallersleben (1798–1874), den Dichter der deutschen Nationalhymne, zu dessen Texanischen Liedern inspiriert haben.

## Bibliografie
- Texanisches Tagebuch, German-American Historical Society of Illinois, 1920. – Übersetzung von Max Freund (Hg.): Gustav Dresel's Houston Journal, Adventures in North America and Texas 1837–1841, University of Texas Press, Austin 1954.